# Bendigo Spirit
Le Bendigo Spirit sono una società cestistica avente sede a Bendigo, in Australia. Fondate nel 2007, giocano nella WNBL.
Disputano le partite interne al Bendigo Schweppes Centre.